# Ammoconia anonyma
Ammoconia anonyma là một loài bướm đêm trong họ Noctuidae.